# Sant Flor de Mercoira
Sant Flor de Mercoira (en francès Saint-Flour-de-Mercoire) és un municipi francès situat al departament del Losera i a la regió d'Occitània.